# Трентинара
Трентинара (итал. Trentinara) је насеље у Италији у округу Салерно, региону Кампанија.
Према процени из 2011. у насељу је живело 1491 становника. Насеље се налази на надморској висини од 567 м.

## Географија
| Клима (Трентинара)       | Клима (Трентинара) | Клима (Трентинара) | Клима (Трентинара) | Клима (Трентинара) | Клима (Трентинара) | Клима (Трентинара) | Клима (Трентинара) | Клима (Трентинара) | Клима (Трентинара) | Клима (Трентинара) | Клима (Трентинара) | Клима (Трентинара) | Клима (Трентинара) |
| Показатељ \ Месец        | .Јан.              | .Феб.              | .Мар.              | .Апр.              | .Мај.              | .Јун.              | .Јул.              | .Авг.              | .Сеп.              | .Окт.              | .Нов.              | .Дец.              | .Год.              |
| ------------------------ | ------------------ | ------------------ | ------------------ | ------------------ | ------------------ | ------------------ | ------------------ | ------------------ | ------------------ | ------------------ | ------------------ | ------------------ | ------------------ |
| Средњи максимум, °C (°F) | 9,9 (49,8)         | 9,9 (49,8)         | 12,6 (54,7)        | 16,0 (60,8)        | 19,8 (67,6)        | 24,3 (75,7)        | 28,7 (83,7)        | 29,2 (84,6)        | 25,4 (77,7)        | 20,9 (69,6)        | 15,8 (60,4)        | 12,0 (53,6)        | 29,2 (84,6)        |
| Средњи минимум, °C (°F)  | 3,7 (38,7)         | 4,0 (39,2)         | 5,7 (42,3)         | 8,6 (47,5)         | 11,7 (53,1)        | 15,6 (60,1)        | 19,1 (66,4)        | 19,6 (67,3)        | 16,5 (61,7)        | 13,0 (55,4)        | 9,1 (48,4)         | 5,9 (42,6)         | 3,7 (38,7)         |
| [ тражи се извор ]       |                    |                    |                    |                    |                    |                    |                    |                    |                    |                    |                    |                    |                    |

## Становништво
| 1931. | 1936. | 1951. | 1961. | 1971. | 1981. | 1991. | 2001. | 2011. |
| ----- | ----- | ----- | ----- | ----- | ----- | ----- | ----- | ----- |
| 1.570 | 1.643 | 1.817 | 1.779 | 1.656 | 1.544 | 1.781 | 1.769 | 1.683 |